# Distance pH-métrique
La distance pH-métrique est une variable dimensionnelle utilisée en médecine afin d'établir un diagnostic du reflux gastro-œsophagien. 

## Découverte et fonctionnement de la distance pH-métrique
Depuis 1970, la pH-métrie est utilisée pour le diagnostic du reflux gastro-œsophagien. En 2013, le professeur Gascoin et Mohamed Ben Abdallah reprennent les éléments avancés dans la thèse de Wafae El Hamdani en appliquant les principes de l'inductance, comme détaillé dans cette présentation. 
Les scientifiques sont ainsi aptes à appliquer ces principes à la chimie en calculant le facteur de Gascoin.
Si on note Ψ le trajet pH-z et Ω le trajet pKa-z, z étant un point virtuel quelconque, on a
{\displaystyle G\equiv \iint \limits _{\alpha }\left\vert \psi -\phi \right\vert [g]}
g étant la constante de Gascoin.

## Application
La distance pH-métrique est principalement utilisée en médecine afin de diagnostiquer le reflux gastro-oesophagien.